# Ballad of a Thin Man
«Ballad of a Thin Man» (en español, "Balada de un hombre delgado") es una canción compuesta por el cantante estadounidense Bob Dylan. Fue incluida en el álbum Highway 61 Revisited, editado el 30 de agosto de 1965.
Fue grabada el 2 de agosto de 1965, junto con Just Like Tom Thumb’s Blues, Queen Jane Approximately y  Highway 61 Revisited.
La letra de la canción ha sido motivo de diversas interpretaciones, ya que es bastante críptica. Al respecto, dijo Bob Dylan: “La gente disecciona mis canciones como si fueran conejos pero ninguno se da cuenta de qué van”. Respecto de quién se trata el protagonista de la canción (“Mr Jones”) el autor comentó: “¿Quién es Mr. Jones? Nunca te lo diré porque me demandarían. Tan sólo te diré que usa tiradores”.

## Versiones e influencias en otras canciones
La canción ha sido versionada en innumerables ocasiones. Algunos de los artistas que grabaron su versión son:
- The Grass Roots en Where Were You When I Needed You (1966)
- The Sports en The Sports Play Dylan & Donovan (1981)
- Top Jimmy & The Rhythm Pigs en Pigus Drunkus Maximus (1987)[4]
- Paul Ubana Jones en Things Which Touch Me So (1992)[5]
- Uncle Green en el disco The Times They Are A Changin' - A Tribute to Bob Dylan, Vol. 2 (1994)
- Golden Earring en el disco Love Sweat (1995)
- James Solberg en L.A. Blues' (1998)
- Robyn Hitchcock en Robyn Sings (2002)
- Grateful Dead en Postcards of the Hanging (2002)[6]
- Kula Shaker en Kollected - The Best of (2002)[7]
- Enrique Bunbury con Los Chulis (2004)[8]
- Ben Weaver en Dylan Covered (2005)
- Jamie Saft Trio con Mike Patton en Trouble: The Jamie Saft Trio Plays Bob Dylan (2006)[9]
- Willard Grant Conspiracy en Highway 61 revisited revisited (2005) y Let It roll (2006)
- Santiago y Luis Auserón en Las malas lenguas bajo el nombre Balada de un tipo flaco (2006)
- Stephen Malkmus And The Million Dollar Bashers en la banda de sonido de la película I'm Not There  (2007)
- Simone Penkethman en Fall (2009)
- Ben Sidran en Dylan Different (2009)
- Steffen Brandt realizó una versión en danés en el disco Baby Blue - Bob Dylan gendigtet (2009)
- Sfuzzi East/West en Return of the Reluctant Prophet (2010)
- Klaus Hempler en Cederholm & Brdr. Hellemann teaterkoncert Bob Dylan (2010)
- Deep Schrott en Deep Schrott Plays Dylan and Eisler (2011)[10]
- Laibach en Projekt Bob Dylan: Postani prostovoljec (2011) y An Introduction To … Laibach / Reproduction Prohibited (2012)
- Triggerfinger en Faders up 2 - Live in Amsterdam (2012)

Muchas canciones de otros artistas hacen referencia a Ballad of a thin man.
- En la letra de Flying high (1967) de Country Joe and the Fish aparece la frase “Mr. Jones won't lend me a hand”.
- La letra de Yer Blues (1968) de The Beatles dice en un momento “I feel so suicidal, just like Dylan's Mr. Jones”.
- Eduardo Darnauchans compuso la canción Balada para una mujer flaca (1980), en claro homenaje a Dylan (de quien era un gran admirador), incluyendo además en la letra el epígrafe “Because something is happening here/ but you don't know what it is/ do you?”[12]
- Counting Crows grabó en su disco debut (1993) una canción titulada Mr Jones, que se especula tiene relación con la canción de Dylan.